# Сант'Агата дел Бјанко
Сант'Агата дел Бјанко (итал. Sant'Agata del Bianco) је насеље у Италији у округу Ређо ди Калабрија, региону Калабрија.
Према процени из 2011. у насељу је живело 630 становника. Насеље се налази на надморској висини од 433 м.

## Становништво
Према резултатима пописа становништва 2011. у општини је живело 679 становника.
| 1931. | 1936. | 1951. | 1961. | 1971. | 1981. | 1991. | 2001. | 2011. |
| ----- | ----- | ----- | ----- | ----- | ----- | ----- | ----- | ----- |
| 1.230 | 1.264 | 1.325 | 1.086 | 893   | 809   | 724   | 715   | 679   |